# 124 Eskadra IAF

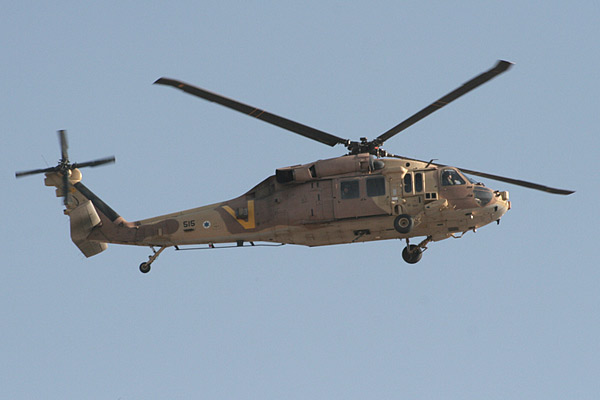
UH-60A Black Hawk.

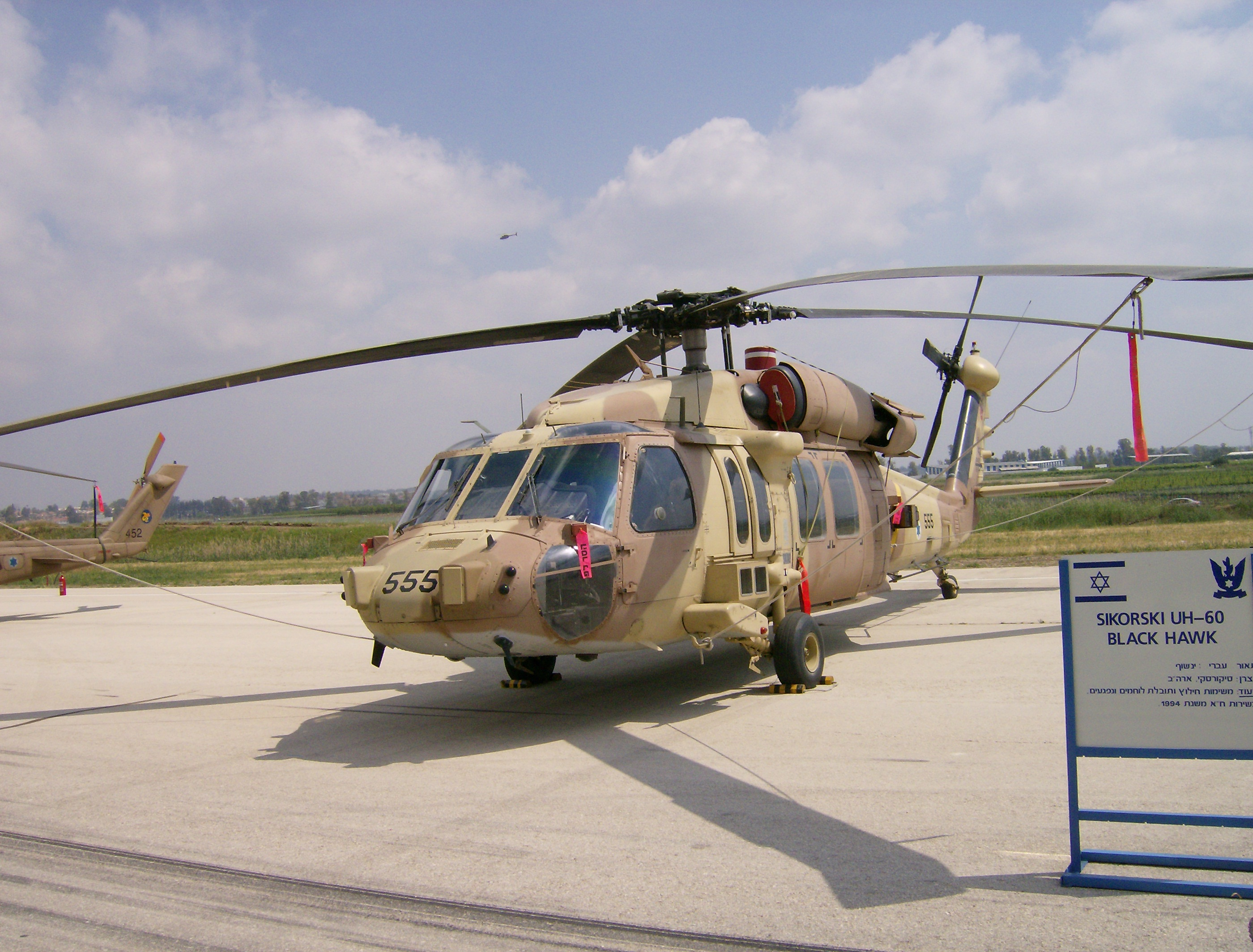
UH-60A Black Hawk.

124 Eskadra (Wirujący Miecz) – eskadra helikopterów Sił Powietrznych Izraela, bazująca w Palmachim w Izraelu.

## Historia
Eskadra została sformowana 1 stycznia 1958 i składała się z lekkich helikopterów Bell 47G, oraz wielozadaniowych helikopterów transportowych Sikorsky S-55 i Sikorsky S-58. W lutym 1975 eskadra otrzymała ponad 50 helikopterów wielozadaniowych Bell 212.
Podczas wojny libańskiej w 1982 roku eskadra uczestniczyła w wielu zadaniach bojowych, tracąc w akcji 2 helikoptery Bell 212.
Na początku lat 90. eskadra przesiadła się do nowych helikopterów wielozadaniowych UH-60A Black Hawk, do których później dołączyły helikoptery S-70A.

## Wyposażenie
Na wyposażeniu 124 Eskadry znajdują się następujące helikoptery:
- helikoptery wielozadaniowe UH-60A Black Hawk,
- helikoptery wielozadaniowe S-70A.